# Erich Mielke
Erich Fritz Emil Mielke (Berlino, 28 dicembre 1907 – Berlino, 21 maggio 2000) è stato un politico, generale e agente segreto tedesco-orientale, famoso per essere uno dei fondatori della Stasi e suo ministro dal 1957 al 1989.

## Biografia

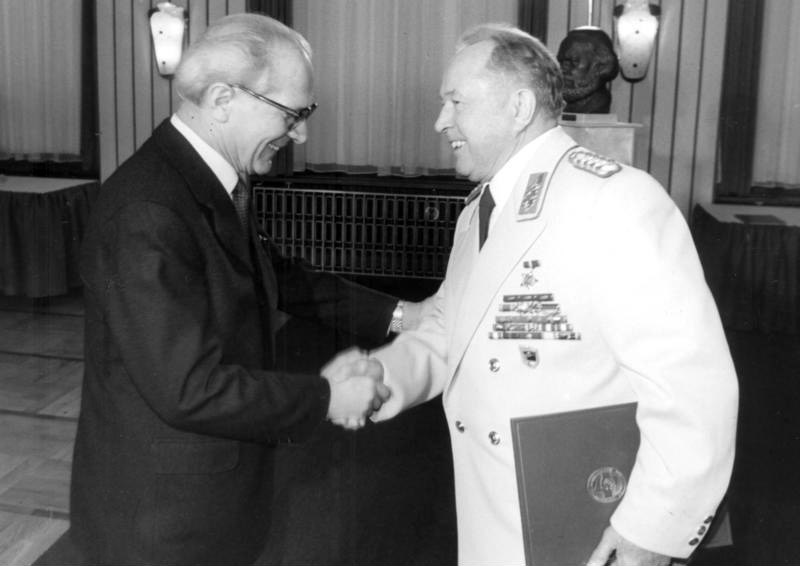
Mielke (a destra) riceve le congratulazioni del capo di stato della Repubblica Democratica Tedesca, Erich Honecker, nel trentennale della formazione della Stasi (1980)

Iscritto al Partito Comunista (KPD) nel 1921, fu attivo nella lotta per il potere che precedette l'ascesa del nazismo. Operativo nella Parteiselbstschutz agli ordini di Hans Kippenberger e Heinz Neumann, fu, insieme a Erich Ziemer, uno dei due assassini dei capitani della polizia berlinese Paul Anlauf e Franz Lenck. L'azione, avvenuta il 9 agosto 1931, causò anche il grave ferimento del sergente Max Willig, fu ordinata da Walter Ulbricht, reggente del KPD e futuro leader della DDR. Il pericolo costituito dalla sopravvivenza di Willig (che avrebbe potuto riconoscere gli assassini), determinò il surrettizio trasferimento a Mosca. Le indagini sugli omicidi iniziarono immediatamente, e nel marzo 1933 (a un mese dall'insediamento di Hitler) 15 congiurati furono arrestati dalle forze di polizia regolare (non nazista). In settembre furono emessi altri 10 mandati di cattura, fra cui quello di Mielke. Mielke verrà processato per questi delitti solo dopo la caduta del muro (nel 1993), e scontò solo una frazione della pena, in riconoscimento delle sue precarie condizioni di salute.
A Mosca Mielke fu accolto da eroe e arruolato nella Scuola Politica Militare del Comintern, con incarichi di crescente prestigio, in parallelo alla sua continuata militanza nella direzione del KPD in esilio, insediata all'Hotel Lux, dove Mielke risiedette fino al suo ritorno a Berlino nell'aprile 1945.
Si recò come volontario in Spagna (guerra civile del 1936-37), arruolandosi nelle Brigate internazionali (11ª Brigata Thälmann), come operativo del Comintern nel Servicio de Investigación Militar. Durante la seconda guerra mondiale i suoi movimenti non sono noti; si suppone che abbia avuto un ruolo sostanziale nella guerra clandestina sul fronte orientale, data la quantità di decorazioni ricevute dall'URSS, comprese due medaglie dell'Ordine di Lenin. Tornato appena conclusa la battaglia di Berlino nella zona orientale della Germania occupata dai sovietici, insieme a Wilhelm Zaisser creò il "Commissariato 5" (Kommissariat 5 o K-5), servizio segreto dal quale prenderà vita di lì a poco la Stasi.
Rapida la sua ascesa: nel 1946 grazie alla vasta esperienza politico-militare maturata sin dai tempi delle battaglie di piazza nella Berlino pre-nazista e delle Brigate Internazionali, divenne il responsabile per la scelta e l'addestramento dell'intero corpo di polizia e dal 1950 al 1957 fu segretario di Stato della Stasi, di cui nel 1957 divenne ministro. Mielke abbandonò la guida del ministero della sicurezza di stato nel Consiglio dei ministri il 7 novembre 1989. Una settimana più tardi, chiamato a rispondere davanti al Parlamento della DDR (Volkskammer, con valore puramente formale fino ad allora), viene contestato e ridicolizzato dai deputati, in quella che ancora resta la testimonianza televisiva più consultata della storia tedesca.
Venne arrestato l'8 dicembre dello stesso anno, ma rilasciato dopo pochi mesi per motivi di salute. Processato per una quantità di delitti, inclusi i suoi ordini di sparare a vista su chi cercava di varcare il muro (1990-94), e alto tradimento, nonché gli attentati dinamitardi della RAF alla base americana di Ramstein e al generale americano Frederick Kroesen (1981), Mielke fu condannato a sei anni di reclusione nel 1993 per l'assassinio dei due capitani di polizia nel 1931. Nel novembre 1994, il presidente del tribunale nelle cause ancora in corso, dichiarò il suo disinteresse a continuare il perseguimento del detenuto più anziano del sistema carcerario tedesco, che ai processi dava segni evidenti di una senilità imbarazzante, forse simulata per il raggiungimento di questo risultato. Mielke fu scarcerato nel 1995 a causa delle precarie condizioni di salute. Il 21 maggio 2000 morì in una casa di cura a Berlino. Fu seppellito segretamente nel cimitero d'onore dei funzionari della DDR. Poche ore dopo, ignoti fecero scempio di fiori, ghirlande e altri omaggi lasciati sulla sua tomba.

### Costruzione della Germania Est
Nel 1945, Mielke fece ritorno in Germania grazie alle autorità sovietiche, venendo nominato ispettore di polizia con l'incarico di costruire una forza di sicurezza che garantisse il dominio del partito comunista nella zona di occupazione sovietica della Germania orientale. Mielke fu un protetto del generale del NKGB Ivan Serov, che aveva il quartier generale nel sobborgo berlinese di Karlshorst. Il 16 agosto 1947, Serov ordinò la creazione del Kommissariat 5, la prima polizia politica tedesca dopo la caduta della Germania nazista. Wilhelm Zaisser fu nominato capo dell'organizzazione e Mielke suo vice.

### Mandato a capo della Stasi
Mielke diresse la Stasi dal 1957 fino alla caduta del Muro di Berlino nel 1989. La sua rete di 85.000 spie nazionali a tempo pieno e 170.000 informatori volontari teneva sotto controllo milioni di persone. Quando vennero aperti gli archivi, si scoprì che in ogni edificio pubblico, almeno uno dei suoi membri teneva informata la Stasi su ciò che avveniva all'interno.
Sotto la sua personale responsabilità l'MfS lanciò dei contrattacchi della Stasi contro il dissidente Rudolf Bahro e il libro Die Alternative: Zur Kritik des 'real existierenden Sozialismus' e verso coloro che avevano sostenuto e pubblicato il suo lavoro. Mielke fu uno dei più potenti uomini della Germania Est, temuto anche dai membri del suo stesso Ministero.

## Onorificenze
Tra i riconoscimenti ricevuti, quello di Veterano delle Brigate Internazionali "Difensore di Madrid", di Eroe dell'Unione Sovietica (25 dicembre 1987) e dell'Ordine di Lenin (12 giugno 1973; 28 dicembre 1982; 1º aprile 1985; 28 dicembre 1987).